# Swamp Women
Swamp Women is een Amerikaanse misdaadfilm uit 1956 onder regie van Roger Corman.

## Verhaal
Een politieagente infiltreert in een bende vrouwelijke misdadigers, die van plan zijn om uit de gevangenis te ontsnappen en hun buit op te halen in een moeras. De vrouwen ontvoeren een politieagent, maar dat leidt al vlug tot onenigheid.

## Rolverdeling
| Acteur          | Personage     |
| --------------- | ------------- |
| Marie Windsor   | Josie Nardo   |
| Carole Mathews  | Lee Hampton   |
| Beverly Garland | Vera          |
| Mike Connors    | Bob Matthews  |
| Susan Cummings  | Marie         |
| Lou Place       | J.R. Goodrich |
| Jonathan Haze   | Charlie       |
| Ed Nelson       | Brigadier     |
| Jil Jarmyn      | Billie        |